# Гославиці (Опольське воєводство)
Гославиці (пол. Gosławice, нім. Goslawitz) — село в Польщі, у гміні Добродзень Олеського повіту Опольського воєводства.
Населення — 261 особа (2011).
У 1975-1998 роках село належало до Ченстоховського воєводства.

## Демографія
Демографічна структура станом на 31 березня 2011 року:
|          | Загалом | Допрацездатний вік | Працездатний вік | Постпрацездатний вік |
| -------- | ------- | ------------------ | ---------------- | -------------------- |
| Чоловіки | 135     | 18                 | 100              | 17                   |
| Жінки    | 126     | 14                 | 90               | 22                   |
| Разом    | 261     | 32                 | 190              | 39                   |